# Optioservus immunis
Optioservus immunis là một loài bọ cánh cứng trong họ Elmidae. Loài này được Fall miêu tả khoa học năm 1925.